# Liste der Biografien/Dij
Liste der Biografien |
Portal Biografien |
Personensuche
# |
A |
B |
C |
D |
E |
F |
G |
H |
I |
J |
K |
L |
M |
N |
O |
P |
Q |
R |
S |
T |
U |
V |
W |
X |
Y |
Z |
?
 
Da |
Db |
Dc |
Dd |
De |
Dg |
Dh |
Di |
Dj |
Dk |
Dl |
Dm |
Dn |
Do |
Dq |
Dr |
Ds |
Du |
Dv |
Dw |
Dy |
Dz
 
Dia |
Dib |
Dic |
Did |
Die |
Dif |
Dig |
Dih |
Dij |
Dik |
Dil |
Dim |
Din |
Dio |
Dip |
Diq |
Dir |
Dis |
Dit |
Diu |
Div |
Diw |
Dix |
Diy |
Diz
Die Liste der Biografien führt alle Personen auf, die in der deutschsprachigen Wikipedia einen Artikel haben. Dieses ist eine Teilliste mit 90 Einträgen von Personen, deren Namen mit den Buchstaben „Dij“ beginnt.

## Dij

### Dija
- Dijakovic, Dominik (* 1987), amerikanischer Wrestler
- Dijaković, Jurica (1920–1993), jugoslawischer Schauspieler
- Dijakovic, Marko (* 2002), österreichischer Fußballspieler
- Dijas, Sarina (* 1993), kasachische Tennisspielerin

### Dijc
- Dijck, Christoffel van († 1669), niederländischer Drucker und Schriftgießer
- Dijck, José van (* 1960), niederländische Medienwissenschaftlerin
- Dijck, Thomas van (1929–2021), niederländischer Hockeyspieler

### Dijh
- Dijhorn, Simmonds (* 1999), Fußballspieler von St. Kitts und Nevis

### Dijk
- Dijk, Ans van (1905–1948), niederländische KollaborateurinAns van Dijk (1905–1948)

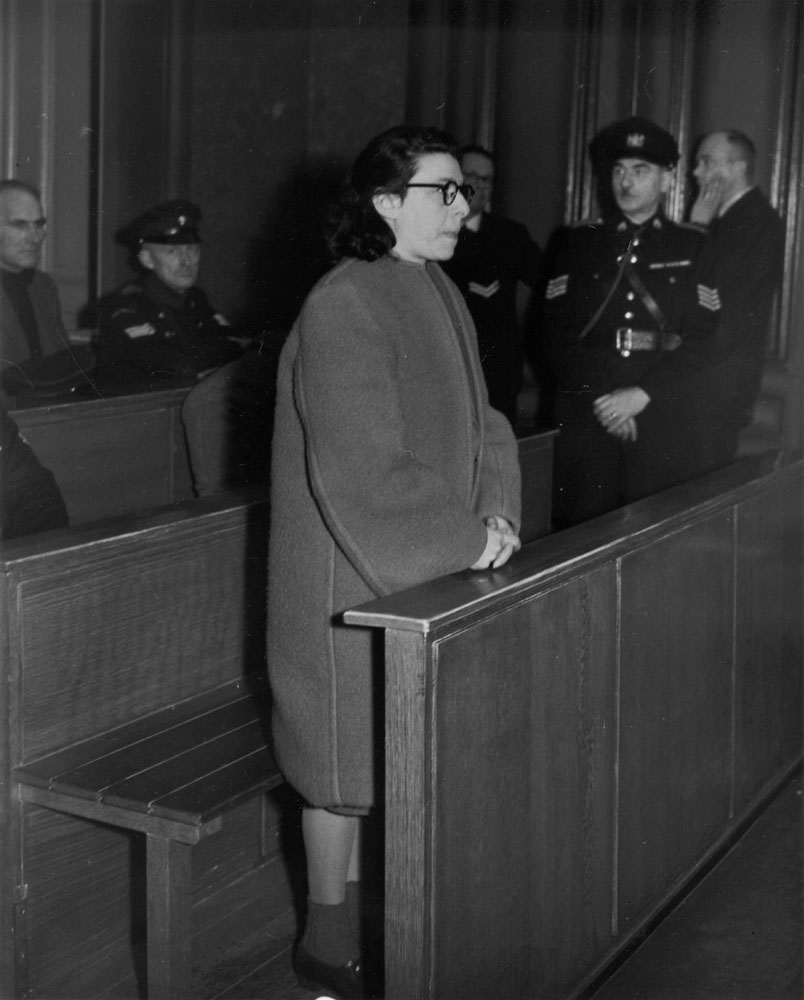
Ans van Dijk (1905–1948)

- Dijk, Arjan van (* 1987), niederländischer Fußballtorhüter
- Dijk, Arthur van (* 1963), niederländischer Politiker und Kommissar des Königs
- Dijk, Bill van (* 1947), niederländischer Sänger und Musicaldarsteller
- Dijk, Cilia van (1941–2023), niederländische Filmproduzentin
- Dijk, Daan van (1907–1986), niederländischer Bahnradsportler und Olympiasieger
- Dijk, David Eduard van (* 1925), südafrikanischer Herpetologe und Paläontologe
- Dijk, Dick van (1946–1997), niederländischer Fußballspieler
- Dijk, Edith van (* 1973), niederländische Langstreckenschwimmerin
- Dijk, Ellen van (* 1987), niederländische RadrennfahrerinEllen van Dijk (* 1987)

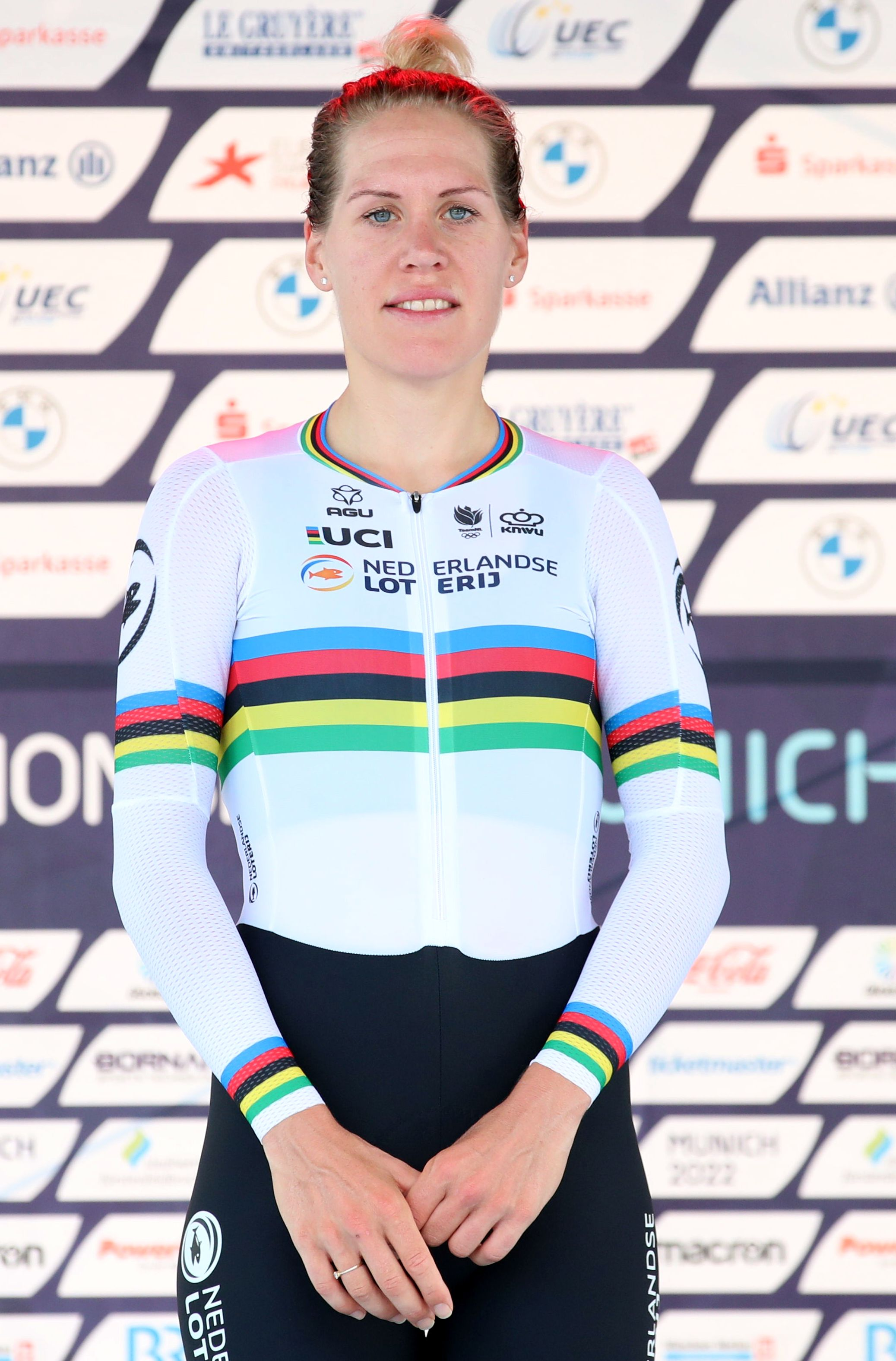
Ellen van Dijk (* 1987)

- Dijk, Evert van (1893–1986), niederländischer Luftfahrtpionier und Pilot
- Dijk, Gé van (1923–2005), niederländischer Fußballspieler
- Dijk, Gerrit van (* 1939), niederländischer Mathematiker
- Dijk, Gregoor van (* 1981), niederländischer Fußballspieler
- Dijk, Herman van (1947–2025), niederländisch Ökonometriker
- Dijk, Iet van (1919–1973), niederländische Judenretterin
- Dijk, Ineke van (* 1940), niederländische Bildhauerin
- Dijk, Jan van (1918–2016), niederländischer Komponist und Pianist
- Dijk, Jan van (* 1947), niederländischer Viktimologe
- Dijk, Jappie van (* 1944), niederländischer Eisschnellläufer
- Dijk, Jasper van (* 1971), niederländischer Politiker
- Dijk, Jeroen van (* 1971), niederländischer Badmintonspieler
- Dijk, Joris van (* 1898), niederländischer Radrennfahrer
- Dijk, Kees van (1931–2008), niederländischer Politiker (CHU, CDA), Minister
- Dijk, Leon van (* 1992), niederländischer Fußballspieler
- Dijk, Louis van (1941–2020), niederländischer Pianist
- Dijk, Lutz van (* 1955), deutsch-niederländischer Autor und PädagogeLutz van Dijk (* 1955)

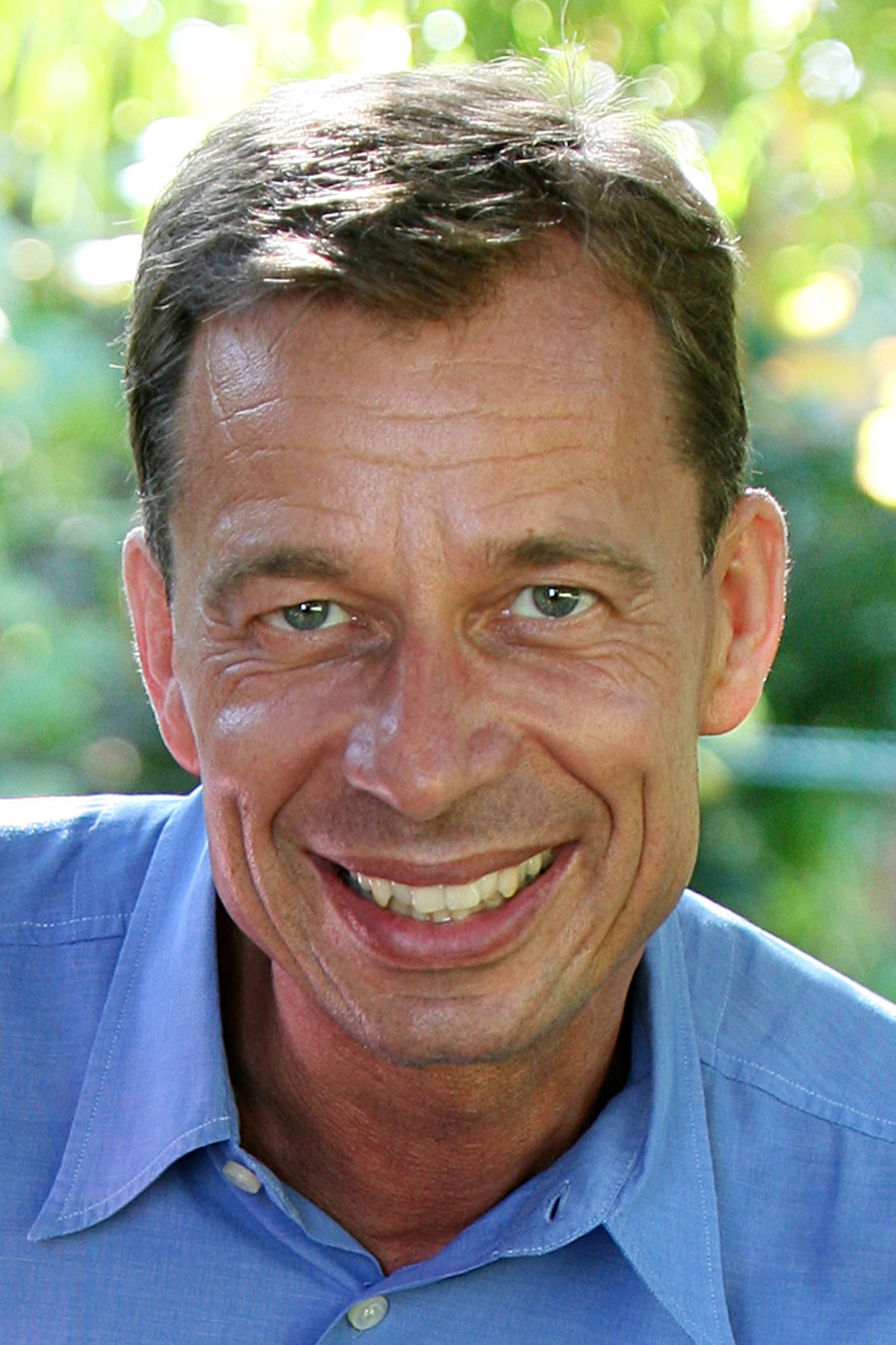
Lutz van Dijk (* 1955)

- Dijk, Marike van (* 1982), niederländische Jazzmusikerin (Altsaxophon, Komposition)
- Dijk, Mijk van (* 1963), deutscher DJ und Musikproduzent
- Dijk, Otwin van (* 1975), niederländischer Politiker und ehemaliges Mitglied der Zweiten Kammer für die Partij van de Arbeid (PvdA)
- Dijk, Peter Paul van (* 1967), niederländischer Herpetologe und Naturschützer
- Dijk, Philip van (1683–1753), niederländischer Genre- und Porträtmaler
- Dijk, Philip van (1885–1937), niederländischer Fußballspieler
- Dijk, Pieter van (* 1958), niederländischer Organist und Hochschuldozent
- Dijk, Rob van (* 1969), niederländischer Fußballtorhüter
- Dijk, Sergio van (* 1982), niederländischer Fußballspieler
- Dijk, Sjan van (* 1964), niederländische Bogenschützin
- Dijk, Stefan van (* 1976), niederländischer Radrennfahrer
- Dijk, Tessa van (* 1986), niederländische Eisschnellläuferin
- Dijk, Teun van (* 1943), niederländischer Sprachwissenschaftler und Rassismusforscher
- Dijk, Virgil van (* 1991), niederländischer FußballspielerVirgil van Dijk (* 1991)

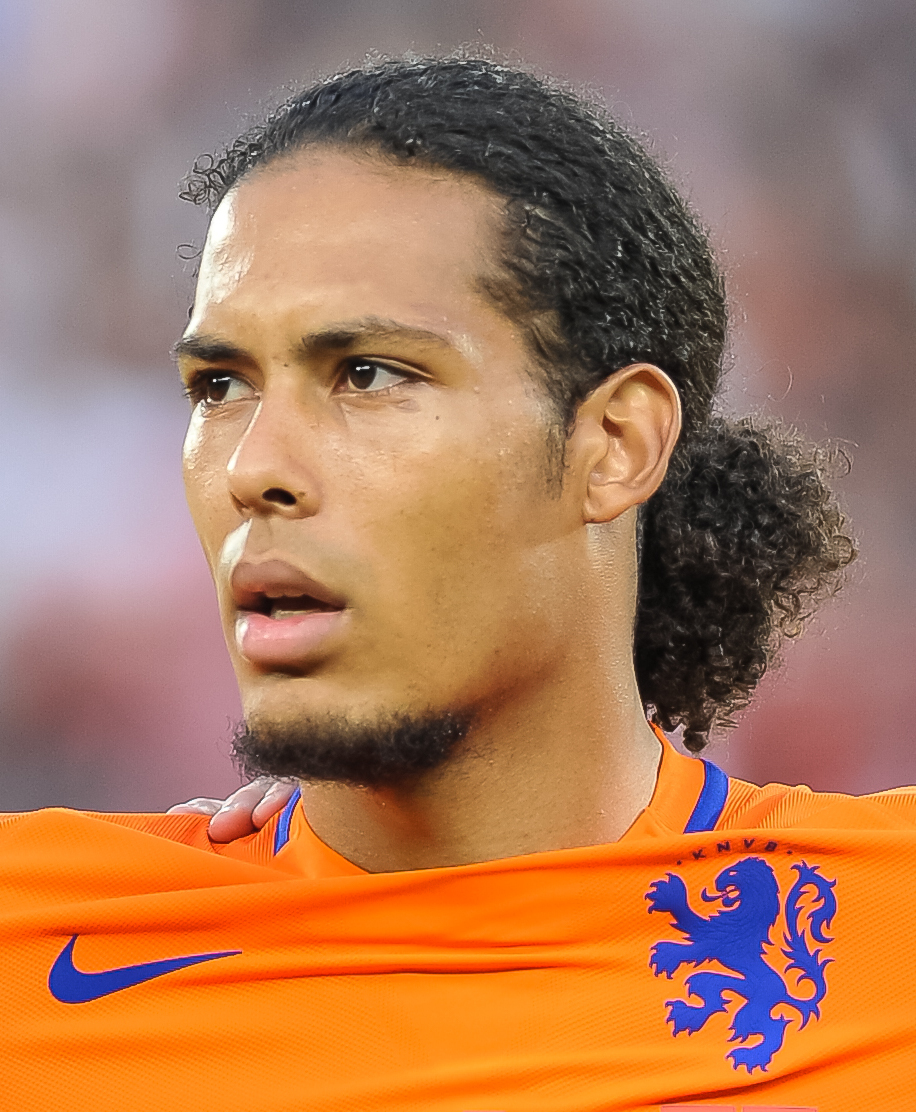
Virgil van Dijk (* 1991)

- Dijk, Wendy van (* 1971), niederländische Schauspielerin und Fernsehmoderatorin
- Dijk, Willibrord-Christian van (1915–2000), französischer Kapuziner und Kirchenhistoriker
- Dijk, Ziko van (* 1973), deutscher Historiker, Esperantist und Wikipedianer
- Dijke, Mick van (* 2000), niederländischer Radrennfahrer
- Dijke, Sanne van (* 1995), niederländische Judoka
- Dijke, Tim van (* 2000), niederländischer Radrennfahrer
- Dijkema, Laura (* 1990), niederländische Volleyballspielerin
- Dijkema, Michiel, niederländischer Opernregisseur und Bühnenbildner
- Dijkgraaf, Elbert (* 1970), niederländischer Ökonom und Politiker (SGP)
- Dijkgraaf, Robbert (* 1960), niederländischer theoretischer Physiker und Stringtheoretiker
- Dijkgraaf, Wim (* 1970), niederländischer Mundharmonikaspieler und Komponist
- Dijkhoff, Klaas (* 1981), niederländischer Politiker (VVD)
- Dijkman, Dewi (* 1998), niederländische Tennisspielerin
- Dijks, Mitchell (* 1993), niederländischer Fußballspieler
- Dijksma, Sharon (* 1971), niederländische Politikerin
- Dijkstal, Hans (1943–2010), niederländischer Politiker
- Dijksterhuis, Eduard Jan (1892–1965), niederländischer Wissenschaftshistoriker und Essayist
- Dijkstra, Caitlin (* 1999), niederländische Fußballspielerin
- Dijkstra, Edsger W. (1930–2002), niederländischer InformatikerEdsger W. Dijkstra (1930–2002)

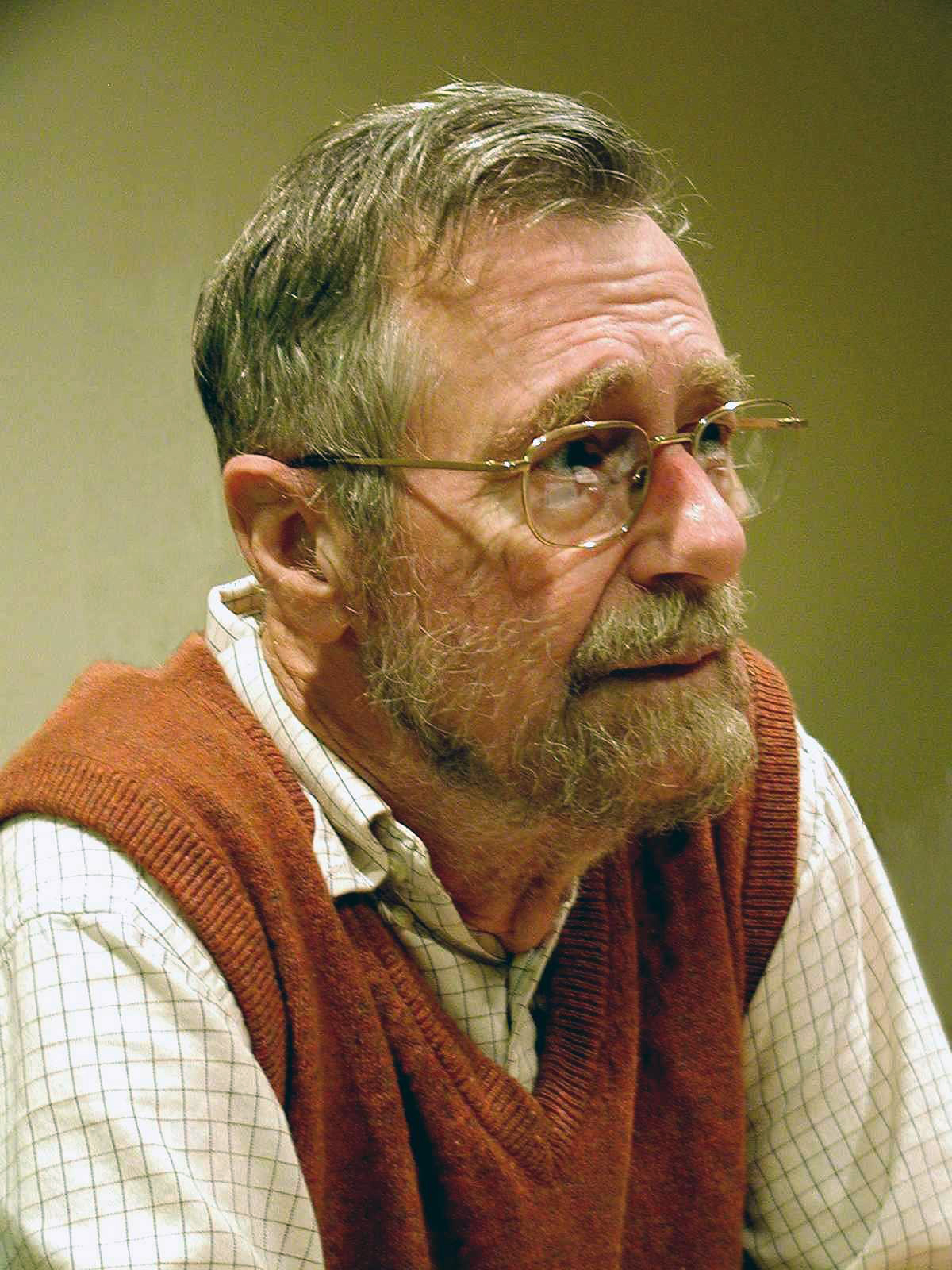
Edsger W. Dijkstra (1930–2002)

- Dijkstra, Elijah (* 2006), niederländischer Fußballspieler
- Dijkstra, Hebe (* 1941), niederländische Opernsängerin der Stimmlage Mezzosopran
- Dijkstra, Herbert (* 1966), niederländischer Eisschnellläufer
- Dijkstra, Jorrit (* 1966), niederländischer Jazz- und Improvisationsmusiker
- Dijkstra, Klaas (1894–1976), niederländischer Funkpionier und Technikhistoriker
- Dijkstra, Lou (1909–1964), niederländischer Eisschnellläufer
- Dijkstra, Peter (* 1978), niederländischer Dirigent
- Dijkstra, Pia (* 1954), niederländische Fernsehmoderatorin, Journalistin und Politikerin
- Dijkstra, Rineke (* 1959), niederländische Fotografin
- Dijkstra, Rinus (* 1969), niederländischer Sänger
- Dijkstra, Sjoukje (1942–2024), niederländische EiskunstläuferinSjoukje Dijkstra (1942–2024)

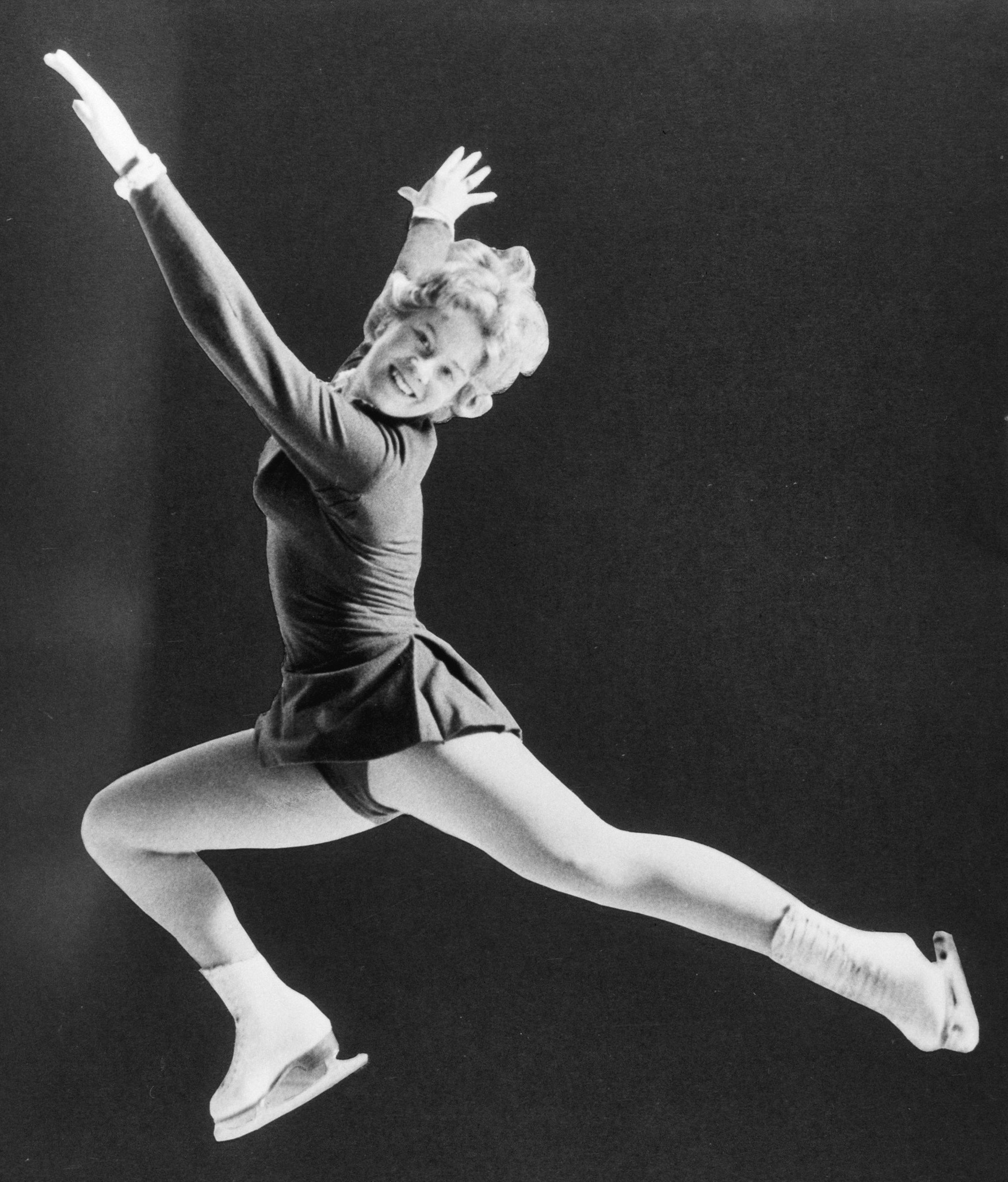
Sjoukje Dijkstra (1942–2024)

- Dijkstra, Wieke (* 1984), niederländische Hockeyspielerin
- Dijkzeul, Dennis (* 1966), niederländischer Dozent für humanitäre Hilfe
- Dijkzeul, Lieneke (* 1950), niederländische Schriftstellerin

### Dijo
- Dijokas, Rimantas (* 1956), litauischer Politiker
- Dijoud, Paul (* 1938), französischer Politiker und Diplomat, Staatsminister von Monaco, Staatssekretär, Mitglied der Nationalversammlung und Botschafter

### Dijs
- Dijs, Wesly (* 1995), niederländischer Eisschnellläufer
- Dijsselbloem, Jeroen (* 1966), niederländischer Politiker der Partij van de Arbeid (PvdA)
- Dijsselhof, Gerrit Willem (1866–1924), niederländischer Maler, Lithograf und Radierer

### Diju
- Diju, Valiyaveetil (* 1981), indischer Badmintonspieler

### Dijx
- Dijxhoorn, Adriaan (1889–1953), niederländischer Politiker
- Dijxhoorn, Bill (1879–1937), niederländischer Fußballfunktionär und -schiedsrichter